# Vargem Grande do Rio Pardo
Vargem Grande do Rio Pardo est une municipalité brésilienne de l'État du Minas Gerais et la microrégion de Salinas.